# Église de l'Assomption-de-la-Bienheureuse-Vierge-Marie de Phalsbourg
L'église de l'Assomption-de-la-Bienheureuse-Vierge-Marie est une église située à Phalsbourg dans le département de la Moselle en région Grand Est.

## Localisation
L'église est située Place d'Armes, au centre ville.

## Histoire
La façade sur la place est inscrite au titre des monuments historiques par arrêté du 28 mars 1936.

## Architecture
Construite en 1876, l'église est de style néo-gothique.

## Galerie

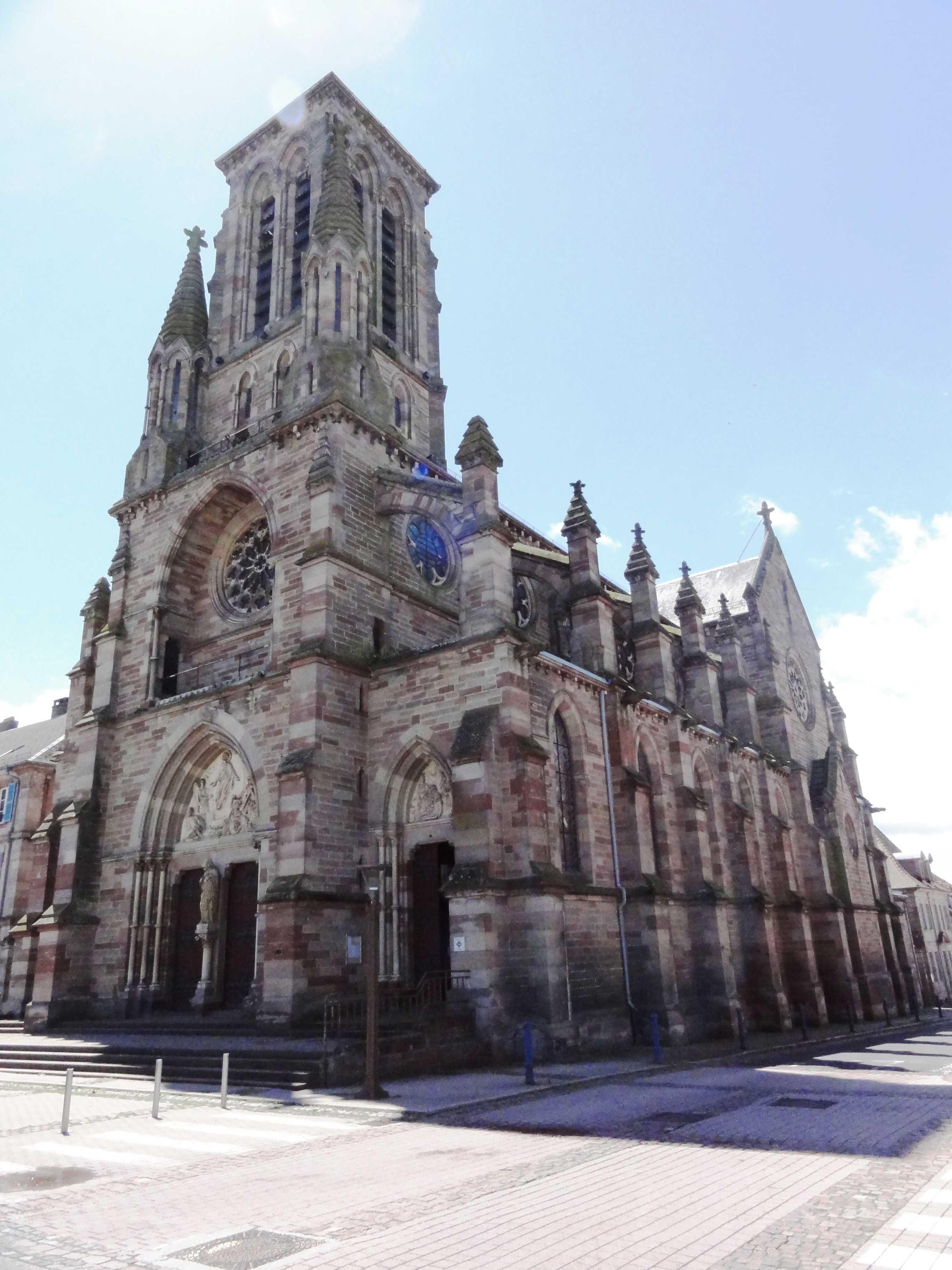
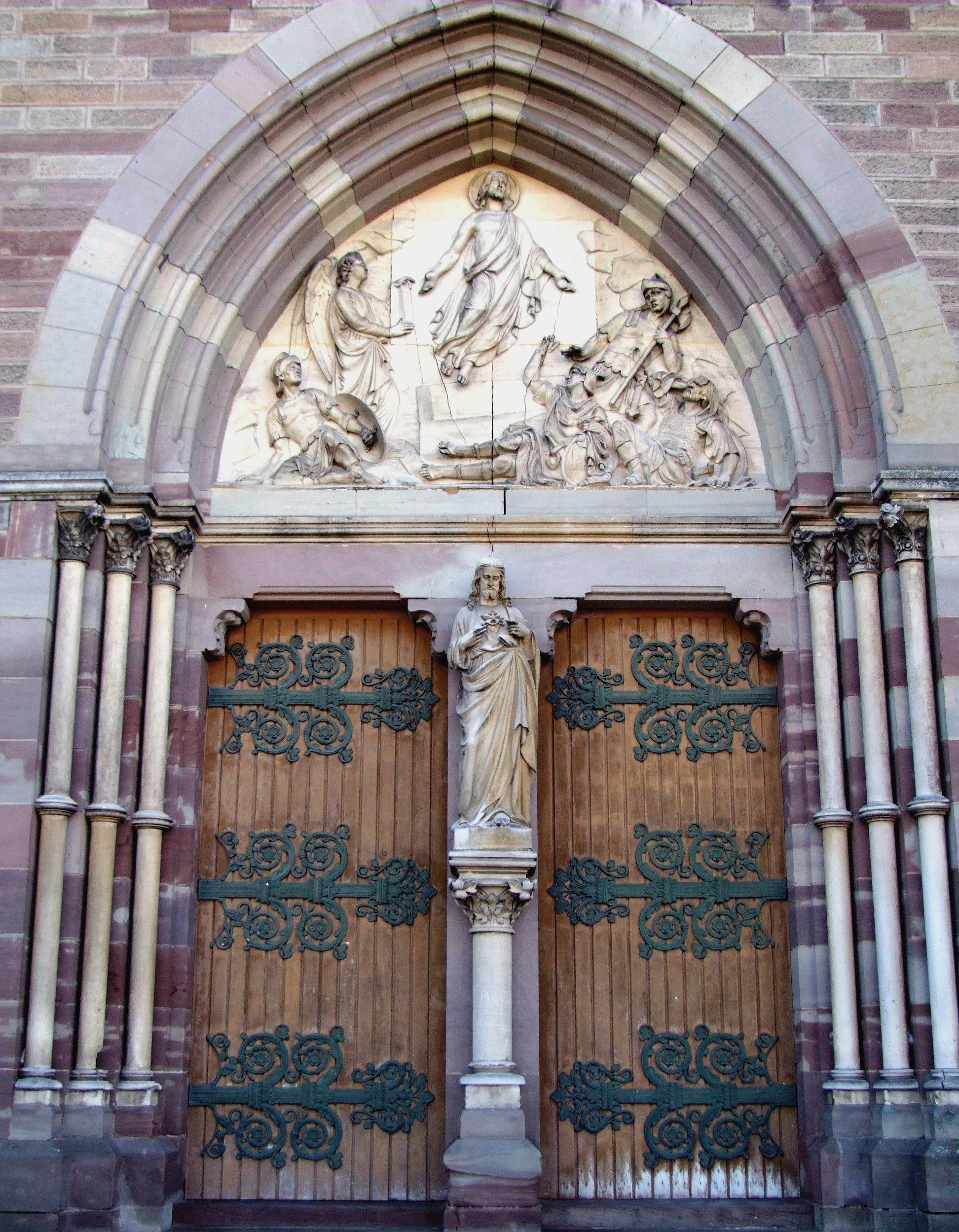
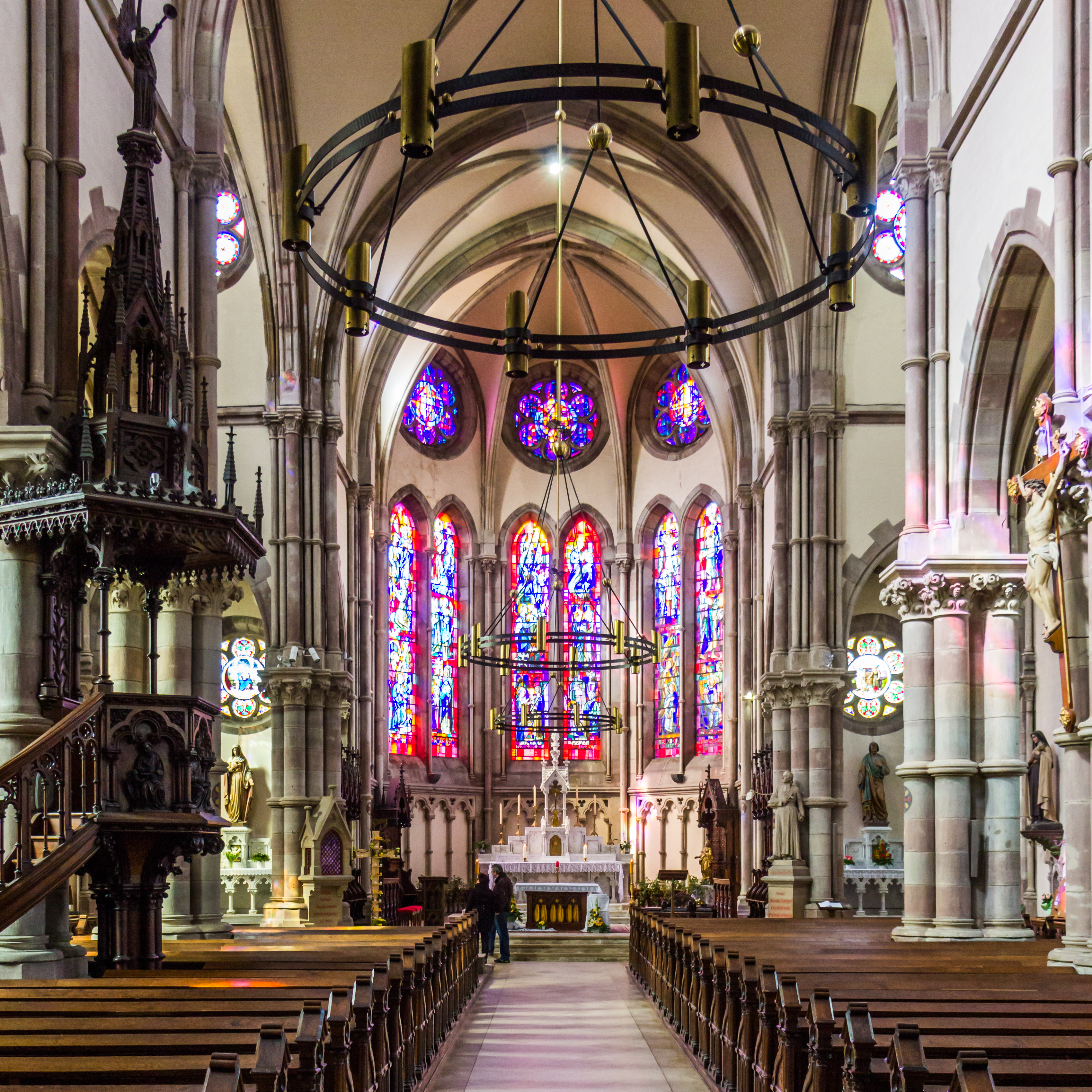
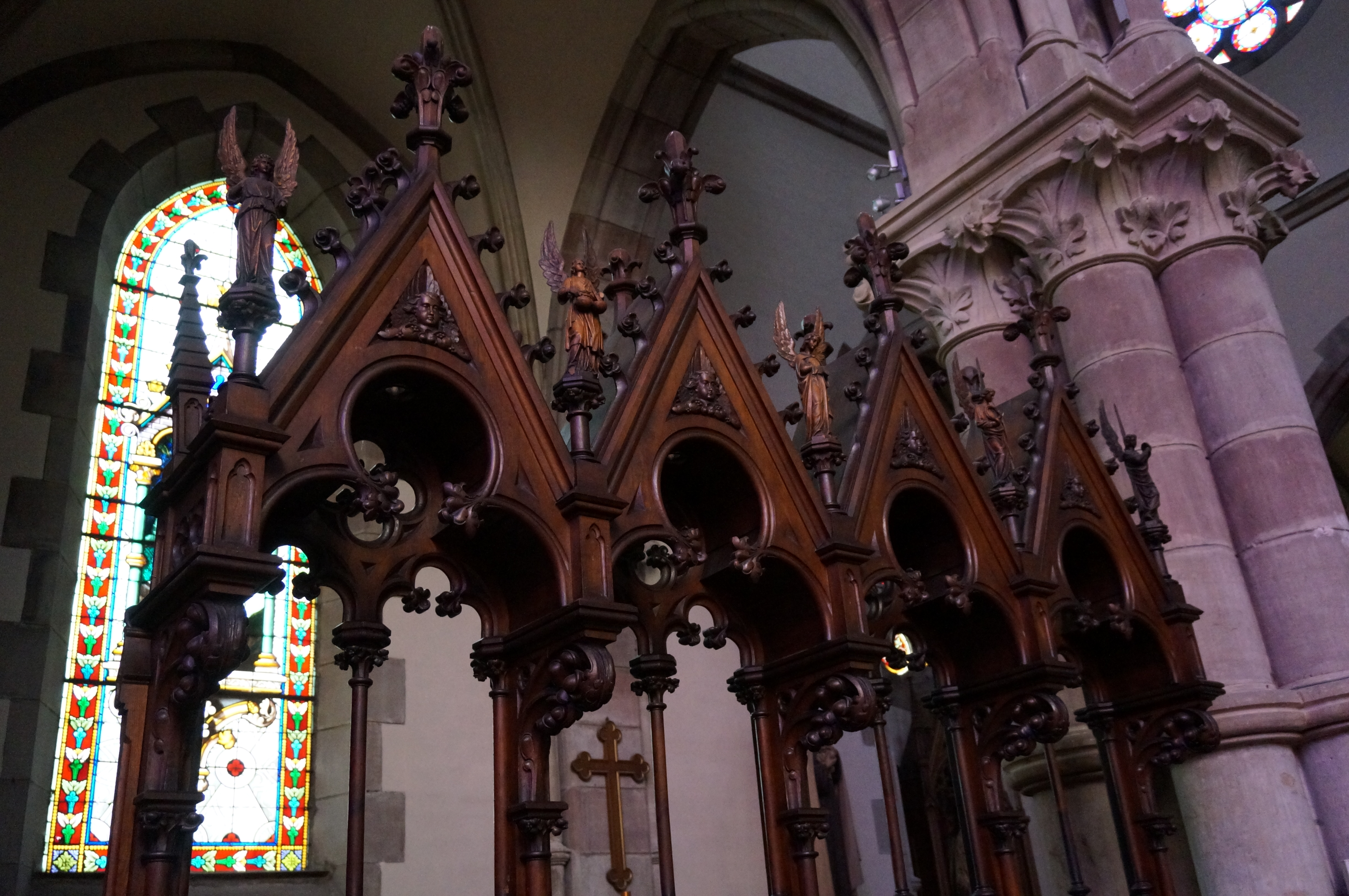